# Сун Ци
Сун Ци (宋慈, 1188 — 1251) — китайський вчений, видатний фахівець з судової медицини, державний службовець часів династії Сун.

## Життєпис
Народився у 1188 році у повіті Цзяньян (Цзяннін, сучасна провінція Фуцзянь). Походив з родини дрібного службовця, який дослужився до посади судді в префектурі Ґуанчжоу. Після закінчення вищої школи (тайсюе) в Цзяньяні отримав вищу вчену ступінь цзіньши. Почав службову кар'єру реєстратором в Сіньфені (провінція Цзянсі). Після участі під головуванням сановника Чень Вея у придушенні заворушень на північному заході Фуцзяні призначений в цій провінції правителем повіту Чантін.
У 1239 році став судовим інтендантом провінції Ґуандун, згодом зайняв таку саме посаду у Цзянсі і очолив там округ Ґаньчжоу. У 1241 році Суна Ци було призначено правителем округу Чанчжоу (провінція Цзянсу). На цій посаді він сприяв Ши Ненчжи у підготовці нової редакції місцевого краєзнавчого довідника, який побачив світ у 1268 році.
Коли у 1247 році Чень Вей став військовим губернатором Хунані, Сун Ци очолив судову владу у провінції та отримав багатий досвід у судовій медицині, відвідуючи експертизи слідчих, що вели справи про раптову або насильницьку смерть, досліджуючи трупи жертв, убитих різними способами. У 1248 році Сун Ци отримав посаду військового губернатора Ґуандуна і голови м. Ґуанчжоу. Помер під час цієї каденції у 1251 році. Похований у своєму рідному місті, де ще у 1970-х роках зберігалася його могила.

## «Сі юань цзі лу»
Су Ци написав у 1247 році «Сі юань цзі лу» 洗冤集錄 («Зібрання звітів про зняття несправедливих звинувачень»), інший варіант «Сун тісін сі юань цзі лу» («Зібрання записів судді Суна про реабілітацію») — першу у світі систематичну роботу з судової медицини, зокрема щодо розтину трупів і встановлення 53 причин смерті. Вона випередила на 355 років найбільш ранню західну публікацію на цю тему італійця Гортунато Феделе, опубліковану 1602 року.
У «Сі юань цзі лу» Сун Ци спирався не тільки на власний досвід, але й на праці попередників, насамперед виділивши анонімний твір X–XII ст. «Ней шу лу» 内恕录 («Співчуваючі записи») як найранішу роботу з судової медицини. Однак у пріоритеті з ним може конкурувати «Ї юй цзі» 疑狱集 («Збірка нез'ясованих справ») Хе Ніна і його сина Хе Мена. «Сі юань цзі лу» було опубліковано за імператорським декретом юридичною палатою Хунані і став практичним керівництвом для судових чиновників наступних поколінь до початку XX ст. Трактат ліг в основу багатьох робіт з судової медицини: «У юань лу» («Записи про судову непогрішності», 1308 року) Ван Юя, «Сі юань лу цзянь ши» ("Коментарі та тлумачення до «Звіту про зняття несправедливих звинувачень») Ван Кеньтана, «Сі юань хуй бянь» («Звід матеріалів про зняття несправедливих звинувачень») Цзен Шеньчжая, «Сі юань лу бу» ("Доповнені «Звіту про зняття несправедливих звинувачень», сер. XVII ст.) голови департаменту у відомстві покарань Ван Мінде, «Сі юань лу»(«Звіти про зняття несправедливих звинувачень», 1694 рік) офіційного комітету законів, «Сі юань лу цзи чжен» ("Підтвердження «Звітів про зняття несправедливих звинувачень» 1796 року) Ван Юхуея, «Сі юань лу бянь чжен» ("Поправки до «Звіту про зняття несправедливих звинувачень» 1827 року) Цю Чжунжуна і «Бу сі юань лу»("Доповнення до «Керівництва з судової медицини», поч. XX ст.) Шень Цзябеня. Найдавніше видання книги Сун Ци епохи Юань зберігається в бібліотеці Пекінського університету. Книгу переведено на корейську, японську та англійську мови.

## Зміст роботи
Хоча перекладач Г. Джайлз у 1901 році назвав її «курйозної книгою з медичної юриспруденції» з «великою кількістю нісенітниць» на зразок того, що у людини 365 кісток, як днів у році; зубів буває 24, 28, 32 і 36; у чоловіків 12 ребер в кожному боці (8 довгих і 4 коротких), а у жінок — 14 тощо, в «Сі юань цзі лу» відображено чимало реалій судово-медичної практики. Виходячи за неминучі в подібних випадках традиційні канони і міфологеми, матеріали Сун Ци в значній мірі відповідають вимогам сучасної судової медицини не лише тематикою, а й методикою. Він навів відомості про розвиток і будову людського тіла, докладно описав структуру скелета і функції його різних членів. Окремо розглянув різні патології, а також питання фармакології, діагностики, терапії, хірургії, гінекології, педіатрії та ортопедії. Повідомив юридичні та гігієнічні правила судово—медичного дослідження трупів, зокрема, те, що перед експертизою тіло і рани повинні бути вимиті, а щоб запобігти інфікуванню та деформації ран, їх дезінфікують відваром оцту з додаванням незрілого чорнильного горішка. Засвідчив схожий з сучасної ультрафіолетовою експертизою унікальний метод розгляду невидимих ран на кістках, що стають видимими під жовтою парасолькою.
Оскільки при судово—медичній експертизі в той час до аутопсії вдавалися рідко, у книзі більше повідомляється про зовнішні ознаках смерті. Докладно описані ознаки удушення, повішення, утоплення, спалення та відмінності вбивства і самогубства. Так, в одному випадку Сун Ци зауважив, що ніж, яким якийсь селянин імовірно вчинив самогубство, знаходився вільно в його руці, а на тілі була колота рана, вказувала, що при його витяганні застосовувалося більше сили, ніж при вштрикані. Це спостереження спричинило додаткове розслідування, в результаті якого з'ясувалося, що селянина вбив землевласник, який уподобав його жінку. Вбивця вклав нож в руку жертви і підкупив кількох чиновників, щоб ті визнали його самогубцем.
Ознаки смерті автор часто прагне пояснити на основі фізіології, зокрема, стверджуючи, що трупні плями на тілі утворюються за рахунок застою крові, що виник через раптове припинення кровообігу. Як і для сучасних судових лікарів, для Сун Ци трупні плями — один з індикаторів причини і обставин смерті. Наприклад, при смерті через висипний тиф на трупі з'являються темно—червоні плями, а через правця — скорочення м'язів у роті, очах, руках і ногах. У потопельників спостерігається здуття живота, піна з рота, задубіння кінцівок та інш., що відрізняє їх від трупів, кинутих у воду. Якщо при натисканні пальцем в область рани вона здається м'якою і змінює забарвлення після відібрання пальця, то рана була нанесена посмертно, в іншому випадку — за життя жертви. Якщо місце перелому кістки не забарвлене кров'ю, то він був здійснений посмертно.
Сун Ци багато уваги приділив токсикології, перерахувавши отруйні речовини: ртуть, білий миш'як (триоксид миш'яку), отруйні гриби і інші та розглянув ознаки отруєння і протиотрути. Привів тест отруєння через рота. Треба взяти срібну шпильку, чисто вимити в настоянці ріжкового дерева (гледичія солодка) і помістити її кінець в горло жертви, закривши їй рот папером. Якщо вийнята через деякий час шпилька стає темно—синього кольору і не відмивається, то отрута була прийнята, а інакше — ні. Цей тест особливо ефективний при отруєннях сульфідами. Оскільки отрута (ду) гадюки або інших отруйних змій за короткий час призводить до смерті при укусі, рятувальні заходи треба приймати швидко. Можна вирізати гострим ножем частину тіла зі слідом укусу або слід перетягнути мотузком або ганчіркою укушену частину тіла, щоб запобігти проникненню отрути. Потім рятувальник, наповнивши рот оцтом або вином, повинен відсмоктати отруту і виплюнути слину, повторюючи доти, поки в місці укусу не зникнуть ознаки запалення і пухлини. Проти отруєння білим миш'яком Сун Ци пропонував оперативний засіб: потерпілому дають з'їсти більше дюжини сирих яєць, змішаних з трьома цянямі (1 цянь = 3,73 г) квасців. Зі блювотою, спричиненої насамперед галуном, потерпілий вивергне весь прийнятий миш'як, але цей склад діє не тільки як блювотне. Яєчний білок здатний хімічно з'єднуватися з миш'яком, утворюючи твердий і нерозчинний у воді продукт. Так білий миш'як нейтралізується й може безболісно виведений з організму, в іншому випадку він викликав би швидку смерть, оскільки легко потрапляє в кров через стінки шлунка.
Сун Ци писав і про інші види швидкої допомоги, зокрема щось на кшталт сучасної техніки штучної вентиляції легенів особи, що повісилася, або обробці свіжих ран і фіксації переломів за допомогою шин, давав багато важливих практичних порад.